# Lars Palmén
Lars Palmén (* 22. November 1929 in Helsinki; † 9. Oktober 2011) war ein finnischer Badmintonspieler. 

## Karriere
Lars Palmén war einer der Pioniere des finnischen Badmintonsports. Bei den ersten drei Meisterschaften des Landes von 1955 bis 1957 gewann er alle möglichen Titel. 1959 und 1960 folgten weitere Siege im Herrendoppel.

## Sportliche Erfolge
| Saison | Veranstaltung                   | Disziplin    | Platz | Name                            |
| ------ | ------------------------------- | ------------ | ----- | ------------------------------- |
| 1955   | Finnland: Einzelmeisterschaften | Herreneinzel | 1     | Lars Palmén                     |
| 1955   | Finnland: Einzelmeisterschaften | Herrendoppel | 1     | Lars Palmén / Harry Troupp      |
| 1956   | Finnland: Einzelmeisterschaften | Mixed        | 1     | Lars Palmen / Anne-Marie Palmén |
| 1956   | Finnland: Einzelmeisterschaften | Herreneinzel | 1     | Lars Palmén                     |
| 1956   | Finnland: Einzelmeisterschaften | Herrendoppel | 1     | Lars Palmén / Harry Troupp      |
| 1957   | Finnland: Einzelmeisterschaften | Mixed        | 1     | Lars Palmén / Anne-Marie Palmén |
| 1957   | Finnland: Einzelmeisterschaften | Herreneinzel | 1     | Lars Palmén                     |
| 1957   | Finnland: Einzelmeisterschaften | Herrendoppel | 1     | Lars Palmén / Stig Wassenius    |
| 1959   | Finnland: Einzelmeisterschaften | Herrendoppel | 1     | Lars Palmén / Kaj Österberg     |
| 1960   | Finnland: Einzelmeisterschaften | Herrendoppel | 1     | Lars Palmén / Kaj Österberg     |

## Referenzen
- Max Arhippainen: Työeläkemies toi sulkapallon Suomeen, Kuolleet. Helsingin Sanomat, 4. Dezember 2011, S. C6
- http://muistot.hs.fi/muistokirjoitus/4531/lars-palm%C3%A9n

| Personendaten    | Personendaten               |
| ---------------- | --------------------------- |
| NAME             | Palmén, Lars                |
| KURZBESCHREIBUNG | finnischer Badmintonspieler |
| GEBURTSDATUM     | 22. November 1929           |
| GEBURTSORT       | Helsinki                    |
| STERBEDATUM      | 9. Oktober 2011             |